# Lovesick Girls
Singles de Blackpink
Ice Cream
(2020) Pink Venom
(2022)
Lovesick Girls est une chanson enregistrée par le girl group sud-coréen Blackpink. Elle sort le 2 octobre 2020 via YG Entertainment et Interscope Records, en tant que troisième single du premier album studio du groupe, The Album (2020). La version japonaise du single sort via Interscope Records et Universal Music Japan le 4 juin 2021. Il est écrit par Teddy, Løren, Danny Chung et les membres du groupe Jisoo et Jennie, tandis que Teddy produit la chanson aux côtés de 24 et R. Tee. Lovesick Girls est une chanson dance-pop et électropop avec des éléments de son EDM. Au niveau des paroles, la chanson traite de la douleur après un chagrin d'amour.
Lovesick Girls atteint la deuxième place du Billboard Global 200 et la première du Global Excl. US, devenant ainsi le premier hit numéro un de Blackpink sur ce dernier. La chanson culmine à la 2e place et devient la chanson de groupe de filles à rester le plus longtemps dans le top dix du Gaon Digital Chart en Corée du Sud, et en tête des charts en Malaisie et à Singapour. Il culmine également à la 59e place du Billboard Hot 100 américain et figure dans les classements de 14 autres pays. La chanson est ensuite certifiée platine en Corée du Sud et au Japon et or en Australie. Un clip vidéo d'accompagnement de la chanson est réalisé par Seo Hyun-seung et mis en ligne sur la chaîne YouTube de Blackpink en même temps que la sortie du single. Il recueille 61,4 millions de vues au cours de ses premières 24 heures, devenant ainsi le sixième meilleure 24 heures pour un clip vidéo à l'époque. La chanson est interprétée avec Pretty Savage dans plusieurs programmes musicaux en Corée du Sud, dont Show! Music Core et Inkigayo.

## Contexte
À partir du 22 septembre, le label du groupe met en ligne différents teasers pour chaque membre sur leurs comptes de réseaux sociaux respectifs. Le nom et la date de sortie de la chanson sont annoncés le 28 septembre 2020. L'affiche teaser qui l'accompagne présente les membres du groupe s'appuyant les unes sur les autres avec le logo de la chanson en haut ainsi qu'un teaser conceptuel officiel. La chanson se révèle en outre être le "morceau principal" de son album parent,. Le lendemain, la tracklist officielle de l'album est publiée via Twitter.

## Composition
Lovesick Girls est écrit par Løren, Danny Chung, Jisoo, Jennie et Teddy Park tandis que la composition est assurée par ces deux derniers avec David Guetta, 24, R. Tee et Leah Haywood. La chanson est décrite comme une chanson dance-pop et électropop avec une guitare acoustique et un son EDM. En termes de notation musicale, la chanson est composée dans la tonalité de sol bémol majeur, avec un tempo de 128 battements par minute, et dure trois minutes et 14 secondes. Au niveau des paroles, la chanson traite de la douleur après un chagrin d'amour et de l'incapacité de trouver la personne idéale avec qui être,. Jisoo commente le concept du morceau, affirmant que c'est une chanson « qui envoie un message d'espoir autour des filles qui sont constamment blessées dans leurs relations mais qui se lancent à nouveau vers un nouvel amour ».

## Réception critique
La chanson reçoit des critiques positives de la part des critiques. Le classant deuxième meilleur morceau de l'album, Jason Lipshutz de Billboard estime que la chanson « démontre l'ambition de Blackpink, car ils abordent des sujets bien connus avec une nouvelle esthétique ». Callie Ahlgrim d'Insider qualifie Lovesick Girls de « suite à saveur EDM » du hit d'Ariana Grande 7 Rings et a noté que les paroles « We are the lovesick girls (« Nous sommes les filles ivres d'amour ») » ou « I'm nothing without this pain (« Je ne suis rien sans cette douleur ») » font de cette chanson un « hymne déchirant ». Écrivant pour Rolling Stone, Tim Chan écrit que la chanson « transforme une plainte familière sur le fait d'être seul en un morceau de danse anthémique qui ne demande qu'un bâton lumineux et la réouverture des clubs. ». Hannah Zwick de Consequence of Sound décrit Lovesick Girls comme « un moment fort de l'album, en particulier pour les chanteuses ». Raul Stanciu de Sputnikmusic, compare positivement la chanson à As If It's Your Last de Blackpink, déclarant que la chanson « est probablement la chanson la plus proche que Blackpink ait orientée vers les jolis grooves disco ». Erica Gonzales de Harper's Bazaar l'appelle « un hymne féminin » qui met en valeur la gamme du groupe. Tamara Fuentes de Seventeen qualifie la chanson de « morceau optimiste » qui « vous fera danser dès le début de l'intro ».
| Critique/Publication     | Liste                                                    | Rang   | Ref.   |
| ------------------------ | -------------------------------------------------------- | ------ | ------ |
| BuzzFeed                 | 35 chansons qui ont contribué à définir la K-Pop en 2020 | 16     | [ 18 ] |
| CNN Philippines          | Meilleures chansons K-pop de 2020                        |        | [ 19 ] |
| Dazed                    | Les 40 meilleures chansons K-pop de 2020                 | 14     | [ 20 ] |
| IZM                      | Meilleures chansons de l'année                           |        | [ 21 ] |
| South China Morning Post | Les 15 meilleurs singles des groupes K-pop en 2020       | [ 22 ] |        |
| Time                     | Les meilleures chansons et albums K-Pop de 2020          | [ 23 ] |        |

## Performances commerciales
Lovesick Girls fait ses débuts au numéro deux du Billboard Global 200 et au numéro un du Global Excl. US avec 114 millions de streams et 17 000 téléchargements vendus en dehors des États-Unis et devient le premier hit-parade de Blackpink sur ce classement. La chanson reste dans le top dix pour sa deuxième semaine sur le Global Excl. États-Unis, retombant au cinquième rang. Au total, la chanson passe 14 semaines sur le Global 200 et 25 semaines sur le Global Excl. US. À la suite de la sortie de son album parent The Album, Lovesick Girls fait ses débuts à la 59e place du Billboard Hot 100 ainsi qu'à la 9e place du Billboard Digital Song Sales et à la 46e place du Billboard Streaming Songs, toutes datées du 17 octobre 2020. La même semaine, la chanson fait ses débuts au sommet du Billboard World Digital Songs, donnant à Blackpink sa septième première place du classement après leur single How You Like That.
En Corée du Sud, la chanson fait ses débuts au numéro 28 du Gaon Digital Chart la semaine se terminant le 3 octobre 2020, avec moins de deux jours de suivi. Il passe à la 2e place la semaine suivante. C'est le deuxième morceau de Blackpink à le faire, après Kill This Love en 2019. Il s'agit de leur sixième chanson à atteindre le top deux, de leur septième chanson dans le top trois et de leur onzième entrée dans le top dix dans le pays. Le single est la troisième chanson la plus performante d'octobre, atteignant la troisième place du Gaon Monthly Chart le même mois. La chanson bat le record de la chanson d'un gril group à rester le plus longtemps dans le top dix du Gaon Digital Chart avec 22 semaines, battant les 17 semaines passées par Cheer Up de Twice et Tell Me des Wonder Girls. Lovesick Girls passe ensuite 22 semaines dans le top 10 et 65 semaines dans le top 100 du classement.
Ailleurs, la chanson fait ses débuts au sommet des classements nationaux RIM Charts et RIAS de Malaisie et de Singapour, respectivement,. En Europe, Lovesick Girls se classe 76e en République tchèque, 38e en Hongrie, 39e en Irlande, 23e au Portugal, 37e en Écosse et 78e en Slovaquie. Il atteint la 40e place du UK Singles Chart. Il connait également un succès commercial en Océanie, atteignant la 27e place en Australie et la 35e place en Nouvelle-Zélande,.

## Distinctions
Lovesick Girls atteint la première place dans divers programmes musicaux hebdomadaires sud-coréens, tels que Inkigayo, Music Bank et Show! Music Core en raison de son succès sur les plateformes numériques. La chanson remporte six prix dans des émissions musicales, dont trois victoires consécutives qui les conduisent à recevoir la « triple couronne » de l'Inkigayo. La chanson reçoit également trois Melon Popularity Awards le 12 octobre 2020 et les 11 et 18 janvier 2021.
| Année | Organisation                       | Prix                                             | Résultat   | Ref.   |
| ----- | ---------------------------------- | ------------------------------------------------ | ---------- | ------ |
| 2020  | Asian Pop Music Awards             | Meilleur clip vidéo – à l’étranger               | Nomination | [ 38 ] |
| 2021  | Gaon Chart Music Awards            | Chanson de l'année – octobre                     | Lauréat    | [ 39 ] |
| 2021  | MTV MIAW Awards Brésil             | Succès mondial                                   | Lauréat    | [ 40 ] |
| 2021  | RTHK International Pop Poll Awards | Les dix meilleures chansons d'or internationales | Lauréat    | [ 41 ] |

| Programme     | Date            | Ref.   |
| ------------- | --------------- | ------ |
| Inkigayo      | 11 octobre 2020 | [ 42 ] |
| Inkigayo      | 18 octobre 2020 | [ 43 ] |
| Inkigayo      | 25 octobre 2020 | [ 44 ] |
| Show Champion | 14 octobre 2020 | [ 45 ] |
| M Countdown   | 15 octobre 2020 | [ 46 ] |
| Music Bank    | 16 octobre 2020 | [ 47 ] |

## Clip musical

### Contexte et résumé
Le clip vidéo qui accompagne la chanson sort en même temps. Le 30 septembre, le groupe publie un teaser de 16 secondes de la chanson et du clip sur sa chaîne YouTube officielle. Blackpink bat son propre record personnel en dépassant les 10 millions de vues pour le clip en moins de 52 minutes (le précédent record du groupe avec leur chanson Ice Cream était de 10 millions de vues en deux heures et 55 minutes). Il dépasse les 50 millions de vues en seulement 18 heures depuis sa sortie. Elle recueille 61,4 millions de vues au cours de ses premières 24 heures, ce qui en fait la sixième vidéo YouTube la plus visionnée en 24 heures pour un clip vidéo à l'époque. Le 18 avril, le clip atteint les 400 millions de vues. La vidéo des coulisses est mise en ligne un jour après le clip, le 3 octobre. La vidéo de pratique de danse est mise en ligne le 8 octobre. La vidéo présente les membres vêtus de shorts et de bottes décontractés, dansant sur la chanson dans une danse d'aspect rustique.
Le clip s'ouvre avec Jennie, Lisa, Jisoo et Rosé assises dans une Oldsmobile rose dans un champ avant de revenir en arrière sur les membres se livrant à une vive dispute dans une voiture accidentée et couverte de graffitis dans une rue urbaine en chantant : « We are the lovesick girls/But we were born to be alone/Yeah, we were born to be alone/Yeah, we were born to be alone/But why we still looking for love (« Nous sommes les filles en mal d'amour/Mais nous sommes nées pour être seules/Yeah, nous sommes nées pour être seules/Yeah, nous sommes nées pour être seules/Mais pourquoi continuons nous de rechercher l'amour ») ». Le chagrin d'amour les frappe de différentes manières, y compris des promenades maussades dans un champ diurne, des explosions de guitare, des danses de rue chorégraphiées de fin de soirée, des phares de voiture brisés avec un marteau, des sprints haletants de minuit à travers la ville, des séances de thérapie angoissantes, un voyage. à un terrain de paintball et à une bagarre de nourriture dans une bodega.

### Controverse
À la suite de la sortie du clip de Lovesick Girls, le Syndicat coréen des travailleurs de la santé et du médical fait part de ses inquiétudes concernant la tenue d'infirmière de la membre Jennie qui figure dans sa scène solo. Le syndicat publie une déclaration indiquant que YG Entertainment « a objectivé sexuellement l'image d'une infirmière » dans la vidéo. Par la suite, YG Entertainment publie une déclaration indiquant son intention de remplacer la scène.

## Spectacles en direct
Blackpink fait la promotion de la chanson dans plusieurs programmes musicaux en Corée du Sud, notamment Show! Music Core et Inkigayo. Le 21 octobre 2020, Blackpink interprète Lovesick Girls sur Good Morning America et Jimmy Kimmel Live!. Le 25 novembre, le groupe interprète la chanson au Waktu Indonesia Belanja, un événement organisé par la plateforme de commerce électronique Tokopedia.

## Dans la culture populaire
La chanson apparaît dans le cadre de la bande originale du film mexicain Anónima, sorti le 10 décembre 2021 sur Netflix. Lovesick Girls est entendu dans l'épisode des Simpsons de novembre 2022 From Beer to Paternity, où Homer, Duffman et Lisa chantent la chanson lors d'un road trip.

## Classements
| Classement (2020)                       | Meilleure position |
| --------------------------------------- | ------------------ |
| Australie (ARIA)                        | 27                 |
| Canada (Hot 100)                        | 29                 |
| Tchéquie (IFPI Rádio)                   | 76                 |
| France (SNEP)                           | 130                |
| Hongrie (Rádiós Top 40)                 | 38                 |
| Japon (Japan Hot 100)                   | 12                 |
| Japan Combined Singles (Oricon)         | 12                 |
| Malaisie (RIM)                          | 1                  |
| Mexique (Billboard)                     | 50                 |
| Nouvelle-Zélande (RMNZ)                 | 35                 |
| Portugal (AFP)                          | 23                 |
| Écosse (OCC)                            | 37                 |
| Singapour (RIAS)                        | 1                  |
| Slovaquie (IFPI Rádio)                  | 78                 |
| Corée du Sud (Gaon)                     | 2                  |
| Corée du Sud (K-pop Hot 100)            | 2                  |
| Suède (Sverigetopplistan)               | 13                 |
| Royaume-Uni (UK Singles Chart)          | 40                 |
| États-Unis (Hot 100)                    | 59                 |
| US World Digital Song Sales (Billboard) | 1                  |
| US Rolling Stone Top 100                | 68                 |

| Classement (2020)   | Meilleure position |
| ------------------- | ------------------ |
| Corée du Sud (Gaon) | 3                  |

## Historique des versions
| Région | Date            | Version   | Format                    | Étiquette                      | Ref.   |
| ------ | --------------- | --------- | ------------------------- | ------------------------------ | ------ |
| Divers | 2 octobre 2020  | Coréenne  | Téléchargement, streaming | - YG - Interscope              | [ 13 ] |
| Italie | 16 octobre 2020 | Coréenne  | Contemporary hit radio    | - Universal                    | [ 84 ] |
| Japon  | 4 juin 2021     | Japonaise | Contemporary hit radio    | - Interscope - Universal Japan | [ 85 ] |
| Divers | 13 juillet 2021 | Japonaise | Téléchargement, streaming | - Interscope - Universal Japan | [ 86 ] |